# 国道361号
国道361号（こくどう361ごう）は、岐阜県高山市から長野県伊那市に至る一般国道である。

## 概要

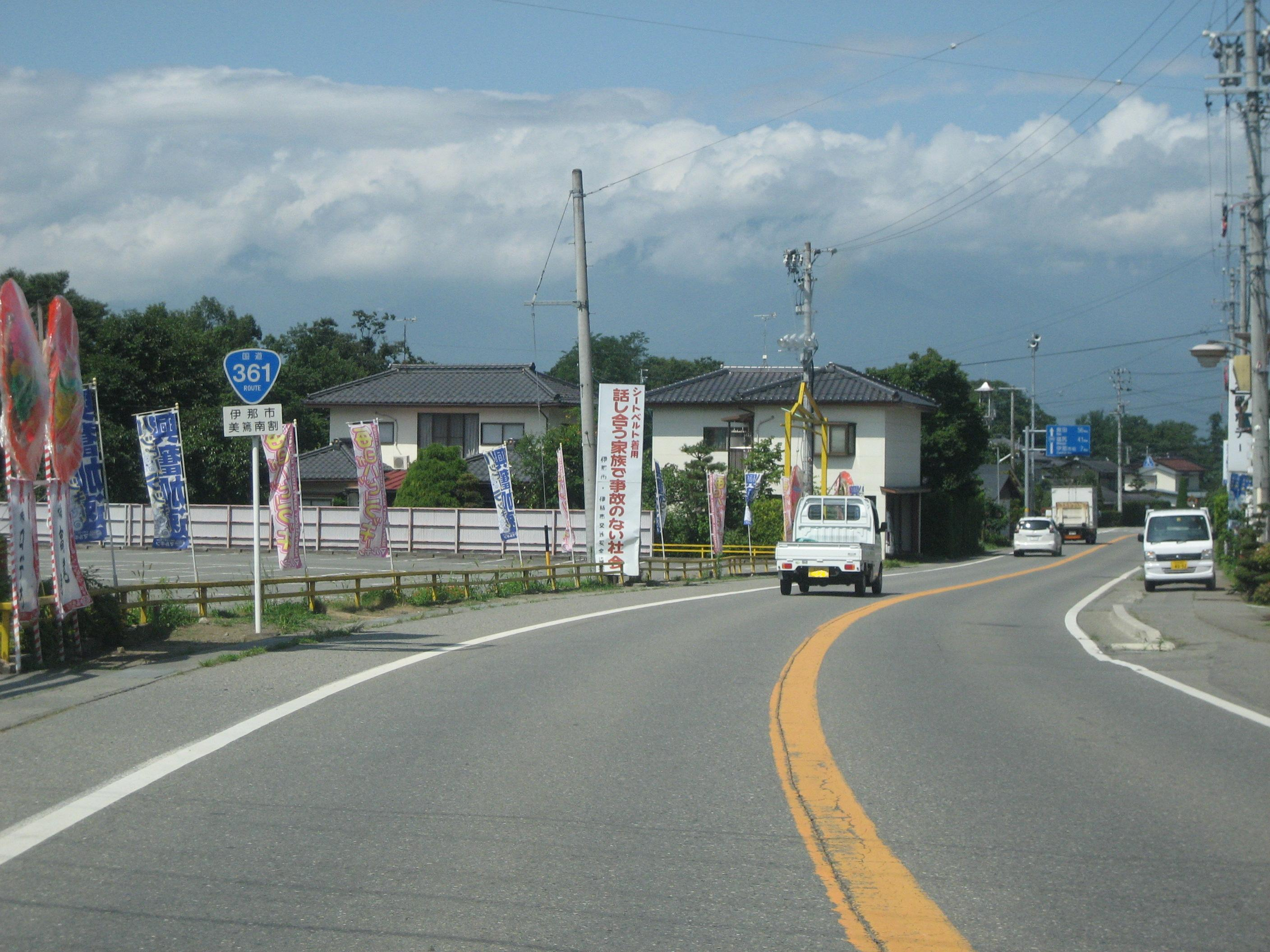
長野県伊那市美篶
（2009年10月）

岐阜県北部の飛騨地域の高山市の中心部を走る国道158号から分岐して東進し、岐阜・長野県境にまたがる飛騨山脈と御嶽山の間にある長峰峠を越えて長野県木曽郡木曽町を経て、さらに木曽山脈の権兵衛峠を越えて、東端は上伊那地域の伊那市を走る国道152号に接続する、中部地方山岳地帯を東西に横断する数少ない国道路線のひとつ。この大きな2つの峠を越える国道は別名、長峰峠を越える区間が木曽街道、権兵衛峠をトンネルで貫通する道路は権兵衛峠道路とも呼ばれる。長野県木曽郡木曽町の木曽川沿いの道路は、国道19号（中山道）と重複する。
なお、権兵衛峠道路と姥神峠道路を含む、伊那木曽連絡道路（地域高規格道路）全線が当路線に指定されている。

### 路線データ
一般国道の路線を指定する政令に基づく起終点および重要な経過地は次のとおり。
- 起点：高山市（松之木町中交差点 = 国道158号交点）
- 終点：長野県上伊那郡高遠町[注釈 2]（高遠公園下交差点 = 国道152号交点）
- 重要な経過地：岐阜県大野郡高根村[注釈 3]、長野県木曽郡木曽福島町[注釈 4]、同郡日義村[注釈 4]、伊那市
- 総延長 : 117.0 km（長野県 72.2 km、岐阜県 44.8 km）重用延長を含む。[3][注釈 5]
- 重用延長 : 8.8 km（長野県 8.8 km、岐阜県 - km）[3][注釈 5]
- 未供用延長 : なし[3][注釈 5]
- 実延長 : 108.2 km（長野県 63.4 km、岐阜県 44.8 km）[3][注釈 5]
  - 現道 : 106.7 km（長野県 63.3 km、岐阜県 43.5 km）[3][注釈 5]
  - 旧道 : 1.4 km（長野県 0.1 km、岐阜県 1.3 km）[3][注釈 5]
  - 新道 : 0.1 km（長野県 0.1 km、岐阜県 - km）[3][注釈 5]
- 指定区間：国道19号と重複する区間（長野県木曽郡木曽町・木曽大橋交差点 - 木曽郡木曽町日義）[4]

## 歴史
1972年（昭和47年）に本国道が指定された際は、塩尻市と上伊那郡南箕輪村の境にある権兵衛峠および塩尻市と木曽郡木曽町の境にある姥神峠が登山道であり、車両は通行不能であった。この2つの峠は、国道指定から長らく開通せず、「開かずの国道」と言われた。
その後、権兵衛峠に車が通ることのできる道路をという両地域の悲願により、将来的なトンネル計画とともに、権兵衛峠を越える既存の経ヶ岳林道を国道扱いして、車両通行を確保しようとする動きが出た。1982年（昭和57年）には経ヶ岳林道が暫定的に国道として認定され、1車線道路ではあったが整備されて、冬期を除き車両通行が可能になった。ただし、経ヶ岳林道の伊那側終点は長野県道203号与地辰野線との交点であったため、車両通行は可能となったものの元来の伊那側の国道361号に接続せず、国道361号は完全に分断されるかたちとなった。一方で権兵衛トンネルの計画と工事が進められ、国による直轄代行工事を取り入れた結果、このトンネルを含む塩尻市大字奈良井と伊那市西箕輪与地を結ぶ「権兵衛峠道路」が2006年（平成18年）2月4日に開通し、通年の交通が可能になった。これによって経ヶ岳林道区間は国道指定を譲り、旧道となった。
姥神峠については、2002年（平成14年）に姥神トンネルを含む「姥神峠道路」が完成し、車両通行が可能となった。

### 年表
- 1975年（昭和50年）4月1日 - 一般国道361号指定。
- 1993年（平成5年）4月1日 - 長野県道伊那高遠線を国道に昇格させるかたちで編入。
- 2006年（平成18年）2月4日 - 権兵衛峠道路開通。
- 2008年（平成20年）3月17日 - 美女峠区間は降格となり、当初ふるさと農道として整備された美女街道が国道361号に昇格[5]。なお、美女峠区間は国道番号は外されたが、国道時代のキロポストは名残として残っている。

## 路線状況
岐阜県高山市内の高根第一ダム付近の旧道はダム堤防付近やダム湖（高根乗鞍湖）沿いを通っていた。この区間ではトンネルが狭小のため大型車同士のすれ違いが不可能な上、普通車のすれ違いも困難であった。そのため、この区間を高根トンネルで迂回する上ケ洞バイパスが建設された。2008年度（平成20年度）に朝日町側坑口前の橋脚部分が着工され、2010年度（平成22年度）に高根トンネルが着工された。2017年（平成29年）に高根トンネルが完成した。2017年（平成29年）4月27日に上ケ洞バイパスは全線で供用開始し、同時にダム湖沿いの現道は国道の指定から外れた。
長野県木曽郡木曽町と塩尻市とを結ぶ姥神峠を越える区間には姥神峠道路が建設され、姥神峠トンネルの木曽町側坑口の手前に、特徴的な8の字状のループ橋がある。
このほか、伊那市街の室町交差点から坂下入舟交差点までの区間は狭隘であり（いわゆる「軒先道路」）、大型車両は国道を通らず川の対岸の広い道路へ迂回するようにとの案内がある。

### バイパス
- 上ケ洞バイパス
- 地蔵峠バイパス
- 姥神峠道路
- 権兵衛峠道路

### 通称

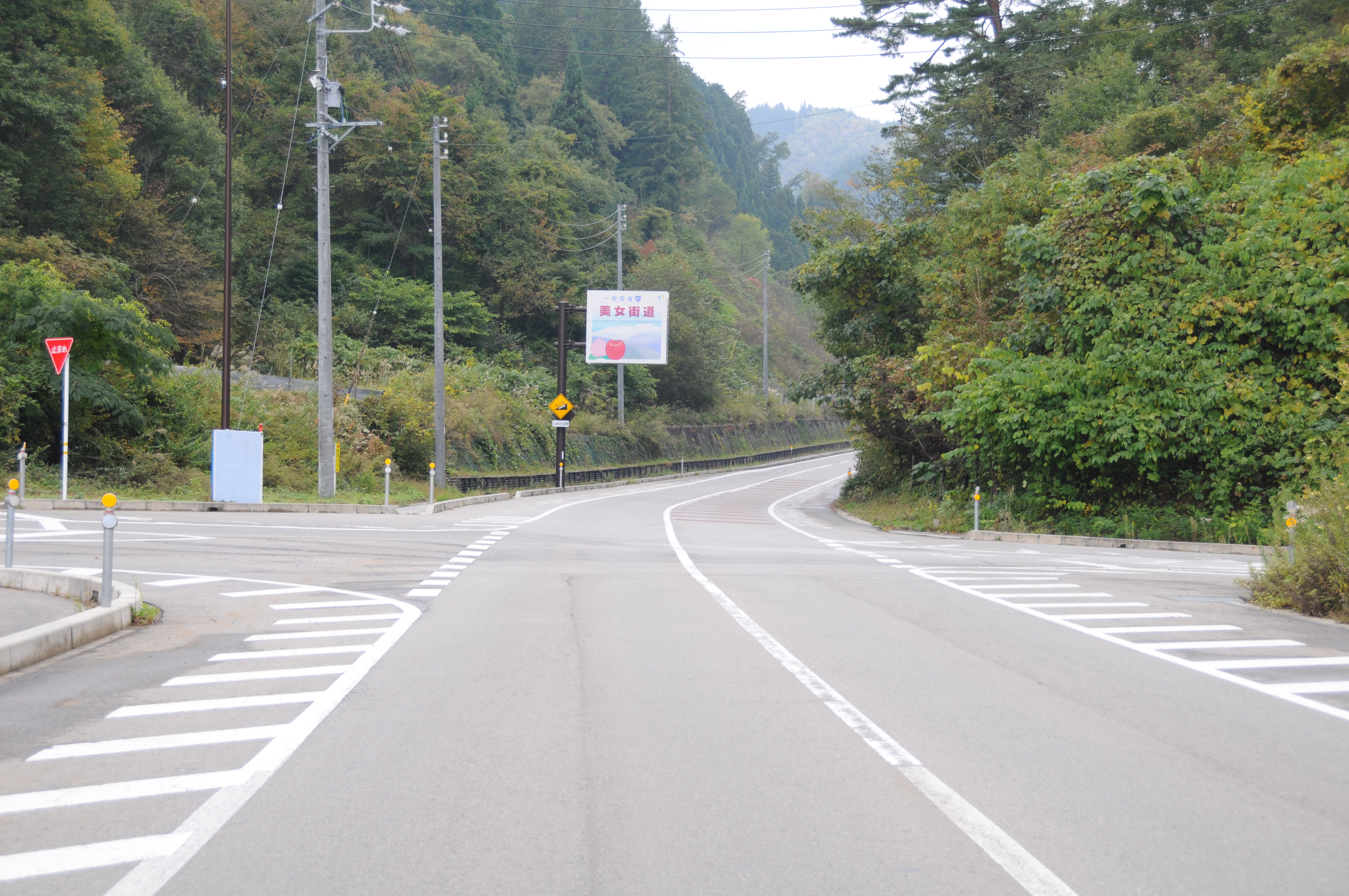
岐阜県高山市、美女街道と高山南部農免農道の交差点
（2009年10月）

- 美女街道（高山市）
- 飛騨ぶり街道（高山市）
- 中山道
- 木曽街道
- 権兵衛街道（古畑権兵衛から）
- 高遠線（旧県道名から、伊那市）

### 重複区間
- 国道19号（長野県木曽郡木曽町新開・木曽大橋交差点 - 木曽郡木曽町日義）

### 道路施設

#### 主なトンネル
- 高根トンネル

#### 道の駅
- 岐阜県
  - ひだ朝日村（高山市）
  - 飛騨たかね工房（高山市）
- 長野県
  - 日義木曽駒高原（木曽町）

## 地理

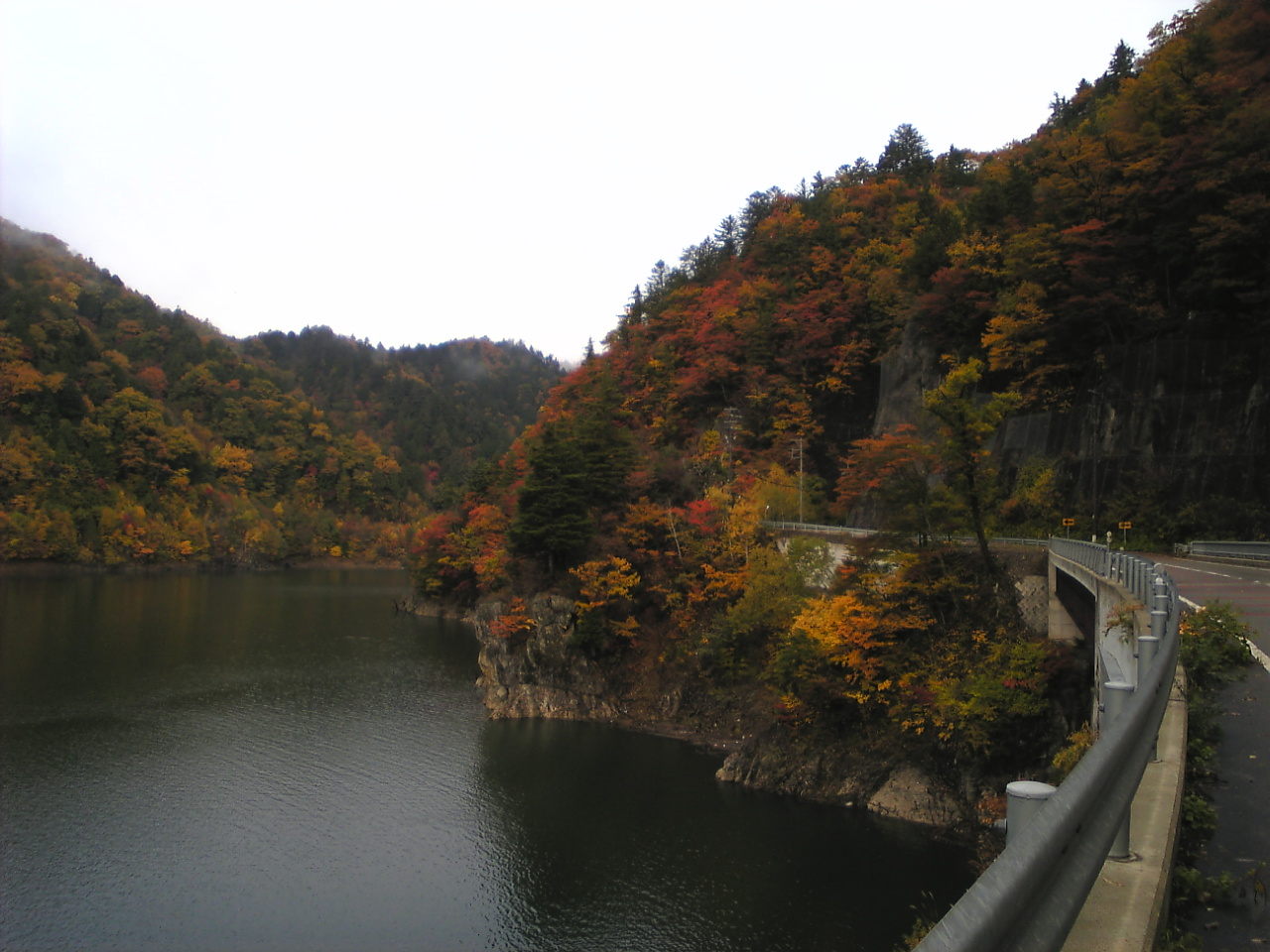
高山市、高根乗鞍湖沿い
（2007年10月）

中部地方の山脈を幾つも越えていく路線のため、美女峠、長峰峠、地藏峠、姥神峠、権兵衛峠など、複数の峠越えがある。路線全線に渡る山岳道路で、トンネルやダム湖が続き、四季を通じて変化する日本アルプスを望む風景が広がる。美女峠と地蔵峠は、かつて国道361号指定の旧道で12月上旬から翌年4月上旬まで冬季閉鎖される区間であるが、美女峠は飛騨ふる里トンネル、地蔵峠は新地蔵トンネルの新道がそれぞれ開通している。開田高原あたりの久蔵峠展望台からは御嶽山がよく見える。

### 通過する自治体
- 岐阜県
  - 高山市
- 長野県
  - 木曽郡木曽町 - 塩尻市 - 伊那市 - 上伊那郡南箕輪村 - 伊那市

### 交差する道路
- 国道158号（高山市松之木町中交差点）
- 岐阜県道87号久々野朝日線（高山市久々野町大西、同町甲）
- 岐阜県道462号岩井高山停車場線（高山市山口町）
- 高山南部農免農道（高山市山口町）
- 岐阜県道435号御岳山朝日線（高山市朝日町小瀬ケ洞）
- 長野県道・岐阜県道39号奈川野麦高根線（高山市高根町）
- 岐阜県道463号朝日高根線（高山市高根町小日和田）
- 長野県道20号開田三岳福島線（木曽郡木曽町開田高原西野）
- 国道19号（木曽郡木曽町木曽大橋交差点、同町日義）
- 長野県道203号与地辰野線 (伊那市西箕輪与地)
- 伊那西部広域農道 (上伊那郡南箕輪村中の原交差点)
- 長野県道88号伊那箕輪線 (上伊那郡南箕輪村沢尻南交差点)
- 長野県道146号南箕輪沢渡線 (伊那市坂下入舟交差点)
- 国道153号（伊那市入舟交差点）
- 長野県道18号伊那生田飯田線 (伊那市中央区交差点)
- 長野県道19号伊那辰野停車場線 (同上)
- 長野県道210号西伊那線 (伊那市新山入口交差点)
- 長野県道207号美篶箕輪線 (笠原入口交差点)
- 国道152号（伊那市高遠町西高遠）

### 峠
- 岐阜県
  - 長峰峠（標高1,350 m、高山市 - 長野県木木曽郡曽町）
- 長野県
  - 地蔵峠（標高1,370 m、木曽郡木曽町）
  - 姥神峠（標高1,280 m、木曽郡木曽町 - 塩尻市）
  - 権兵衛峠（標高1,530 m、塩尻市 - 上伊那郡南箕輪村）

## ギャラリー

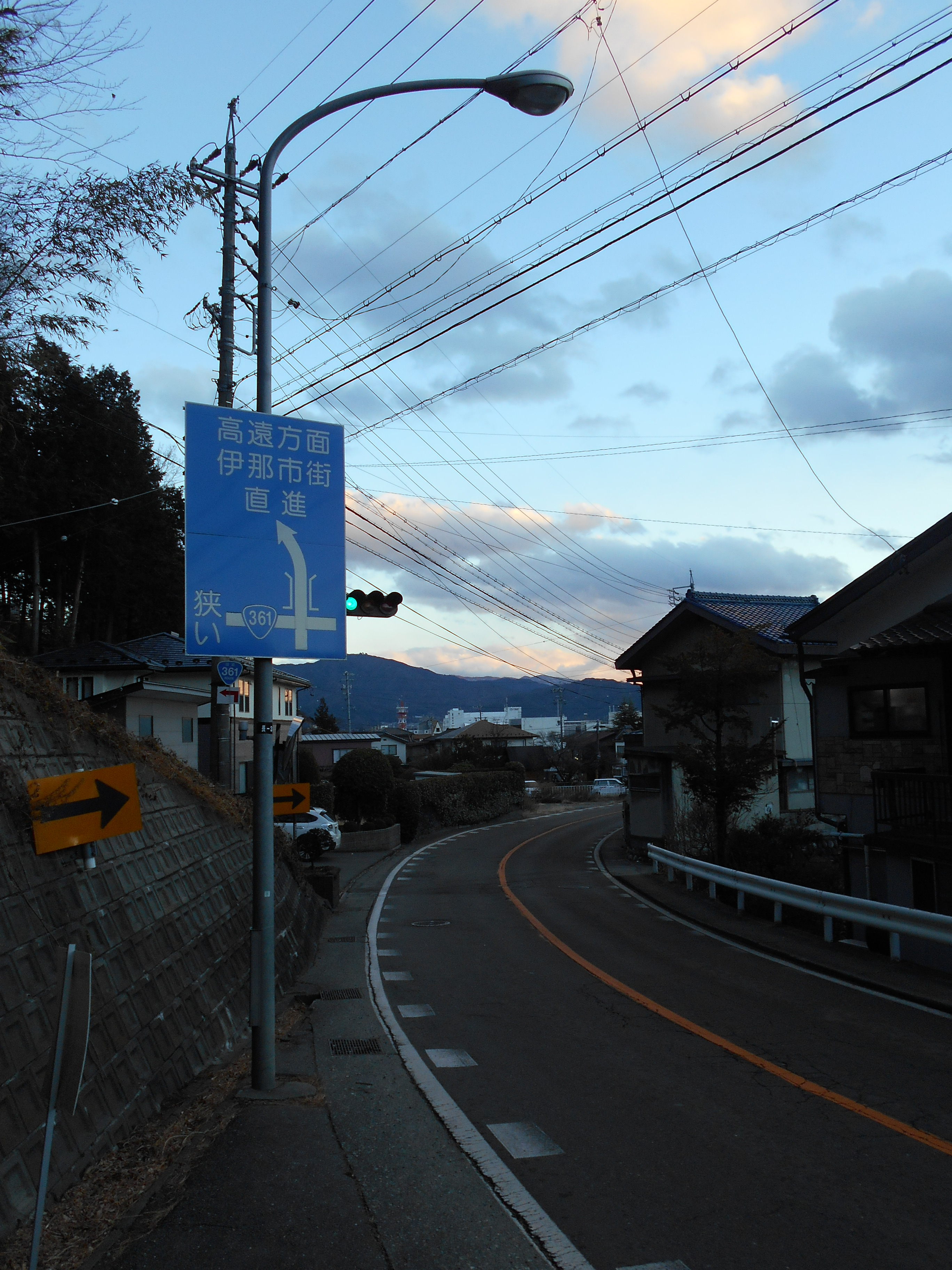
長野県伊那市 室町交差点付近 （2018年1月）
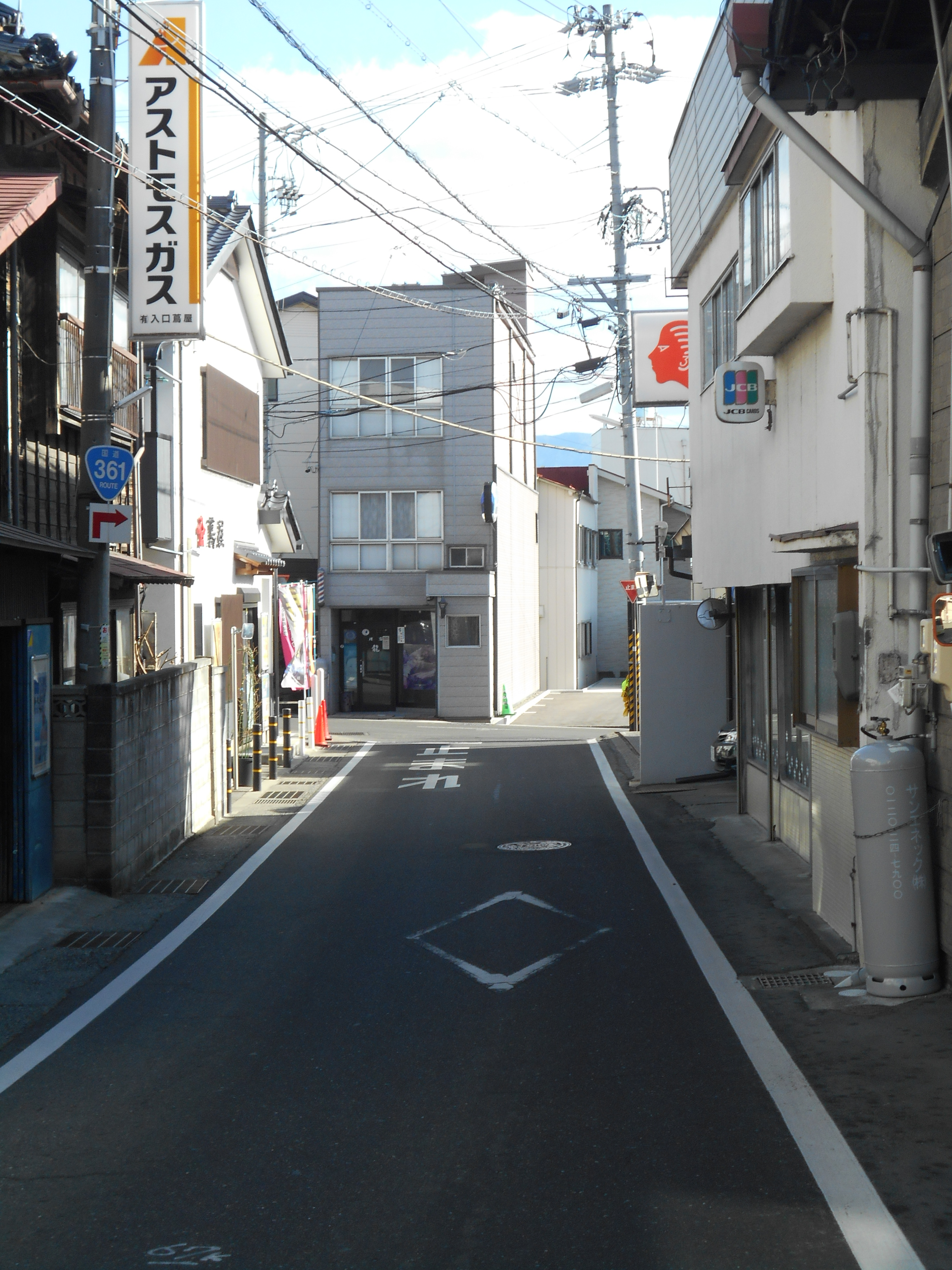
長野県伊那市坂下 （2017年12月）
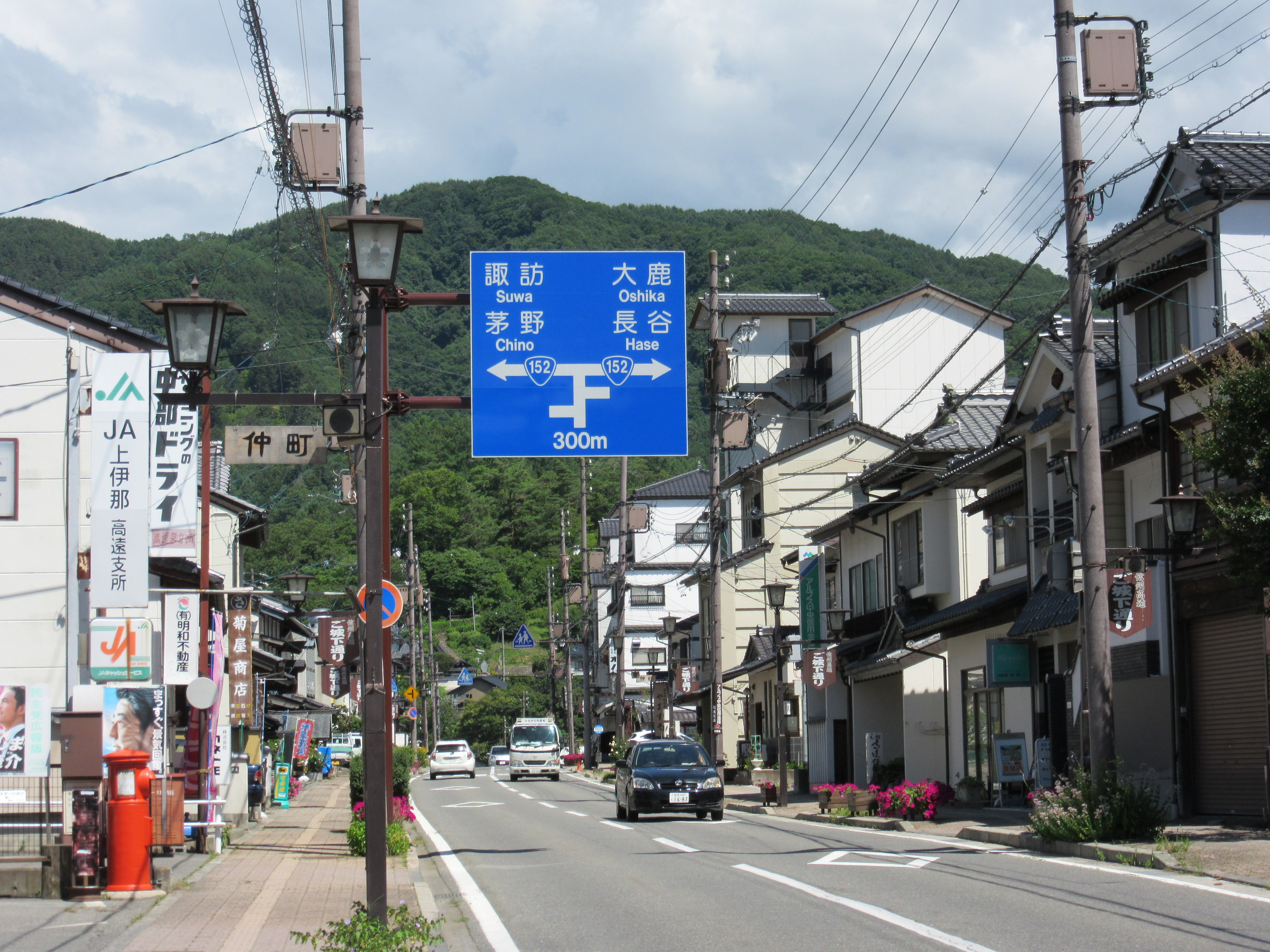
長野県伊那市高遠町 西高遠、ご城下通り （2015年7月）